# Bezděkov (Rokycany)
Bezděkov é uma comuna checa localizada na região de Plzeň, distrito de Rokycany.